# Koškovce
Koškovce es un municipio del distrito de Humenné en la región de Prešov, Eslovaquia, con una población estimada a final del año 2024 de 528 habitantes.
Se encuentra ubicado al sureste de la región, cerca de los ríos Cirocha y Laborec (cuenca hidrográfica del río Tisza) y de la frontera con la región de Košice.

## Demografía
| Año        | 1994 | 2004    | 2014    | 2024     |
| ---------- | ---- | ------- | ------- | -------- |
| Población  | 603  | 622     | 609     | 528      |
| Diferencia |      | +3,15 % | −2,09 % | −13,30 % |

| Año        | 2023 | 2024    |
| ---------- | ---- | ------- |
| Población  | 533  | 528     |
| Diferencia |      | −0,93 % |